# Pylodictis olivaris
Pylodictis olivaris (Rafinesque, 1818) è un pesce osseo d'acqua dolce appartenente alla famiglia Ictaluridae diffuso in Nordamerica. Si tratta dell'unica specie appartenente al genere Pylodictis.

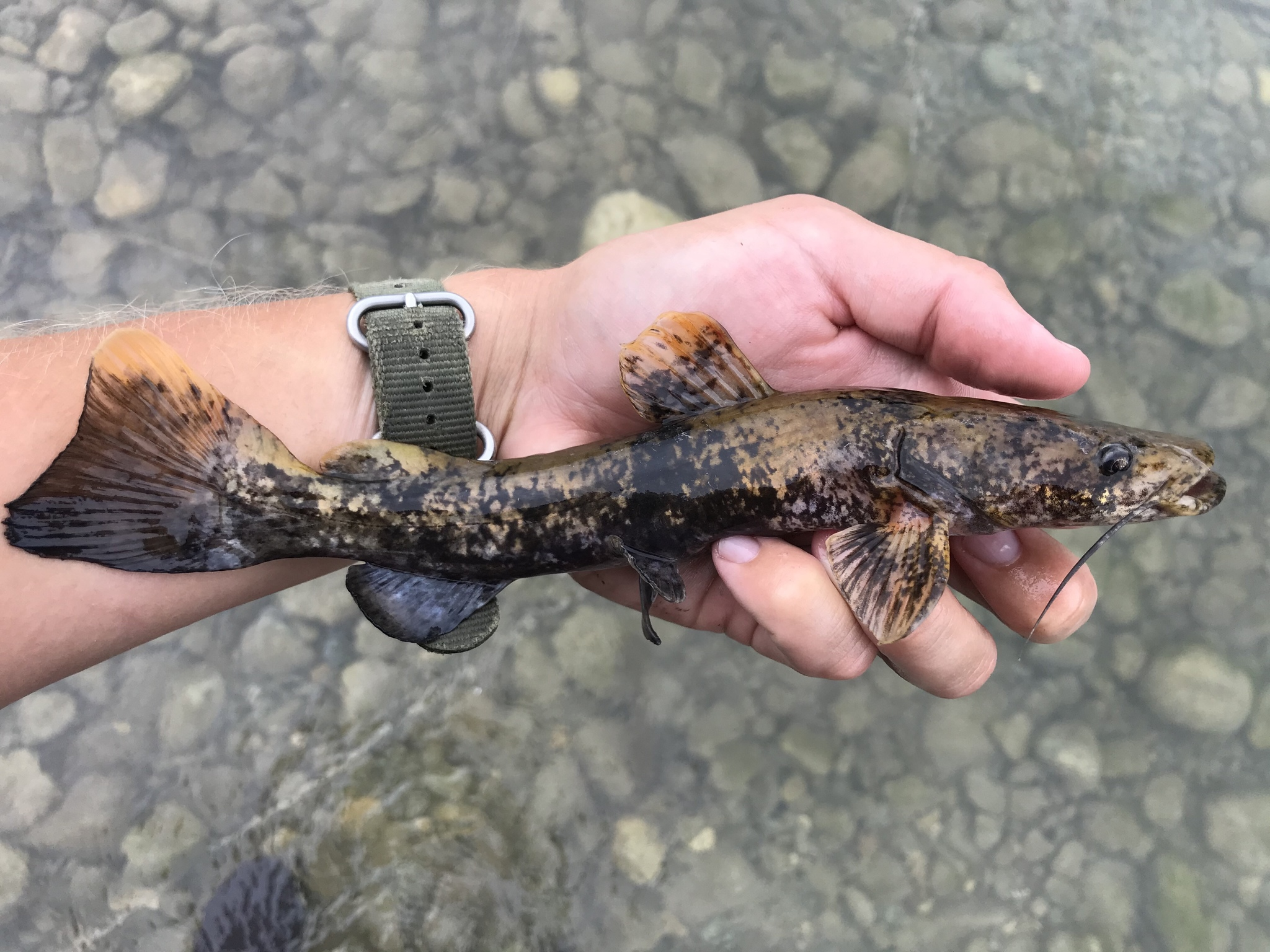
Individuo giovanile

## Distribuzione e habitat
P. olivaris è subendemico del bacino del Mississippi-Missouri a nord fino alla parte meridionale dei Grandi Laghi, a ovest fino alla Pennsylvania, a est fino al North Dakota e a sud fino al delta del Mississippi sul golfo del Messico, compresi alcuni fiumi non tributari del Mississippi che sfociano nei pressi in Georgia, Alabama e Messico. È stato introdotto in varie zone di USA e Canada al di fuori del suo areale naturale.
Vive in ambienti fluviali a pendenza da moderata a bassa e con scarsa corrente, in acque ricche di legname sommerso e altri ostacoli che forniscano riparo; si trova anche nei laghi. Gli ambienti dove ha il massimo accrescimento sono le acque basse e torbide della parte inferiore dei fiumi. I giovanili si incontrano invece in acque più mosse, con corrente anche vivace e fondi di sabbia o roccia.

## Descrizione
Si distingue agevolmente dagli altri pesci gatto nordamericani per la grande testa schiacciata in senso dorso-ventrale con piccoli occhi posti nella parte alta e per la mascella inferiore sporgente sulla superiore. Il corpo è snello, moderatamente compresso lateralmente. La pinna caudale ha forma grossolanamente rettangolare, con solo una lieve intaccatura centrale; la pinna anale ha bordo arrotondato e ha da 14 a 17 raggi..

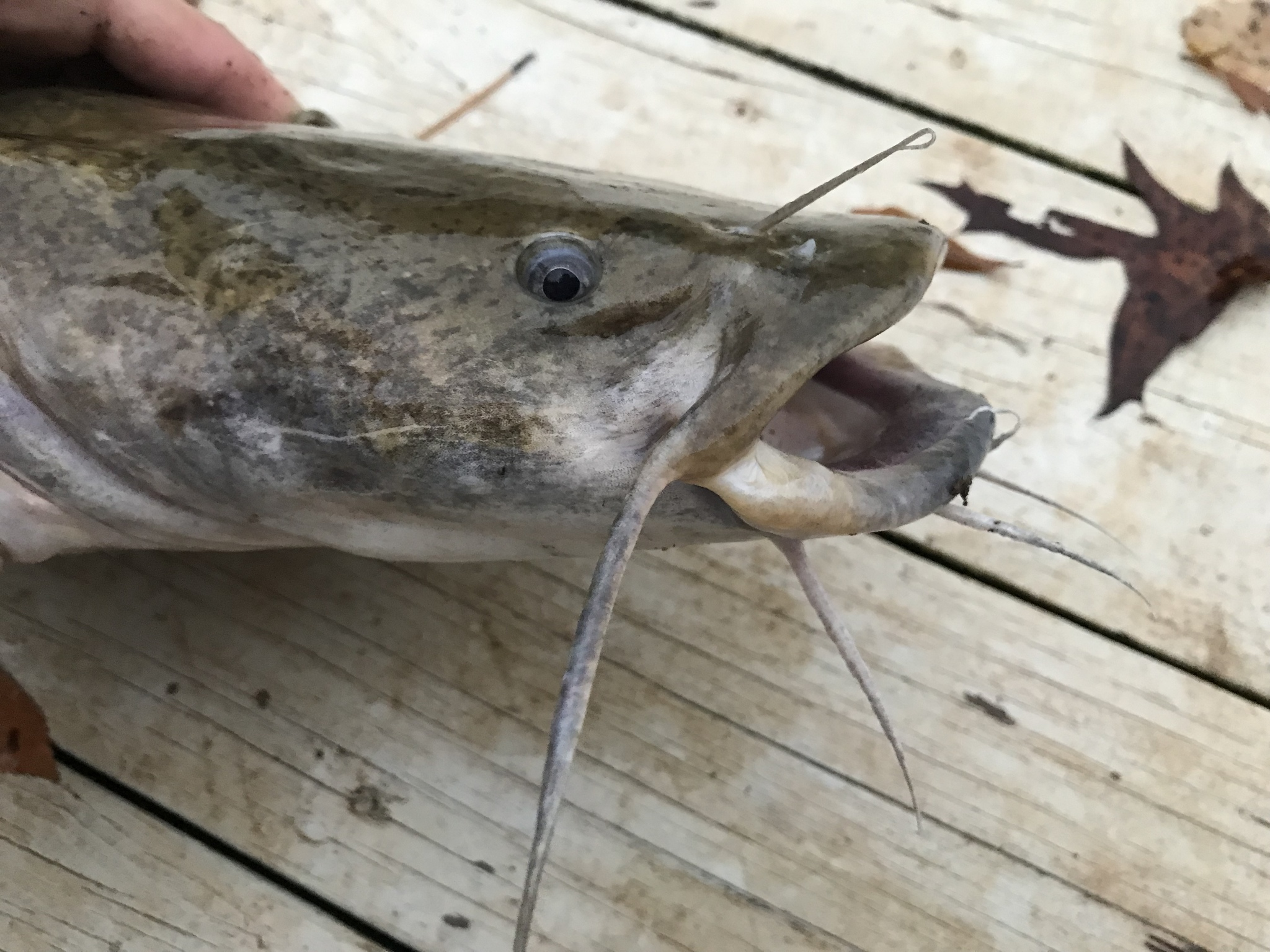
Aspetto della testa

La pinna adiposa è corta e alta, separata dalla pinna caudale. 
La colorazione ha base da giallastra a bruno scuro, talvolta con riflessi violacei, cosparsa di evidenti macchie scure a margine indistinto; il ventre è chiaro, giallastro o biancastro. La macchiettatura può essere poco evidente negli individui che vivono in acque torbide. Una caratteristica tipica di questa specie è il lobo superiore della pinna caudale con un bordo biancastro.
È un animale che può raggiungere dimensioni notevoli: fino a 155 cm di lunghezza per 55,8 kg di peso.

## Biologia
Può vivere fino a 25 anni.

### Alimentazione
Si tratta di un predatore vero e proprio al contrario della maggior parte degli altri pesci gatto che hanno perlopiù una alimentazione opportunista che comprende anche carogne e materiale organico vario. Le sue prede comprendono soprattutto insetti, gamberi, vermi, molluschi e pesci. I giovani consumano soprattutto invertebrati mentre gli adulti perlopiù pesci e gamberi. Sono riportati casi di cannibalismo Organisms Preying on Pylodictis olivaris, su fishbase.us. URL consultato il 14 ottobre 2024..

### Riproduzione
La deposizione avviene tra la tarda primavera e l'estate. Viene scavata una depressione sotto un riparo o in una cavità dove vengono deposte dalla femmina fino a 100.000 uova di colore giallo oro che si aggregano in una massa compatta. I genitori creano una corrente con i movimenti delle pinne allo scopo di ossigenare le uova e impedire che si ricoprano di fango. I neonati formano un banco compatto che rimane in prossimità del nido e vengono sorvegliati dal padre per circa una settimana dopodiché si allontanano e fanno vita solitaria. La maturità sessuale viene raggiunta a 4-5 anni di vita.

## Pesca
Viene catturato sia da pescatori sportivi che professionisti.

## Conservazione
La specie è comune, abbondante e ben distribuita con popolazioni stabili. La Lista rossa IUCN classifica questa specie come "a rischio minimo".